# غار بیت‌لحم
غار بیت‌لحم (به لاتین: Cave of Bethlehem) یک غار در گرجستان است که در متسختا-متیانتی واقع شده‌است.